# 1733 год в музыке

## События
- Вильгельм Фридеман Бах назначен органистом церкви Св. Софии в Дрездене.
- Жан-Мари Леклер становится придворным скрипачом короля Людовика XV.
- Немецкий композитор Чарльз Теодор Пахельбель (англ. Charles Theodore Pachelbel) поселился в Бостоне, штат Массачусетс.
- Пьетро Локателли опубликовал Двенадцать концертов для скрипки соло, струнных и баса континуо L’arte del violino.
- Уильям Томсон опубликовал сборник шотландских народных песен Orpheus caledonius: or, A collection of Scots songs.
- В 1733 году или позже Иоганн Себастьян Бах в Лейпциге впервые исполнил кантату Карла Генриха Грауна Ein lämmlein geht und trägt die Schuld.
- 2 июля Бах исполнил пересмотренный вариант своего произведения Magnificat BWV 243.

## Классическая музыка
- Иоганн Себастьян Бах — месса-кантата Месса си минор («Высокая месса») BWV 232 (первые две части — Kyrie и Gloria).
- Франческо Джеминиани — Concerti grossi, Op. 3.
- Пьетро Локателли — L’arte del violino.
- Бенедетто Марчелло — оратория «Смех и слёзы времён года» (итал. Il pianto e il riso delle quattro stagioni dell'anno).

## Опера
- Франсиско Антонио де Альмейда (порт. Francisco António de Almeida) — «Терпение Сократа» (итал. La pazienza di Socrate).
- Томас Арн — «Розамунда» (итал. Rosamund).
- Георг Фридрих Гендель — «Орландо» (итал. Orlando).
- Джон Фредерик Лампе (англ. John Frederick Lampe) — Dione.
- Джованни Баттиста Перголези — «Служанка-госпожа» (итал. La serva padrona).
- Жан-Филипп Рамо — «Ипполит и Арисия» (фр. Hippolyte et Aricie).

## Родились
- 3 января — Йозина ван Арссен (нидерл. Josina van Aerssen), голландская фрейлина Анны Ганноверской, композитор и художник (умерла 3 сентября 1797)
- 17 января — Томас Линли-старший (англ. Thomas Linley the elder), английский музыкант (умер 19 ноября 1795).
- 28 октября — Франц Игнац Бек (нем. Franz Ignaz Beck), немецкий композитор (умер 2 января 1803).
- 29 октября — Готфрид ван Свитен (нем. Gottfried van Swieten), австрийский дипломат, библиотекарь и государственный чиновник голландского происхождения, музыкант-любитель, вошёл в историю как покровитель Й. Гайдна, В. А. Моцарта, Л. ван Бетховена (умер 29 марта 1803).

## Умерли
- 26 февраля — Иоганн Адам Биркеншток (нем. Johann Adam Birkenstock), немецкий скрипач и композитор (родился 1 февраля 1687).
- 18 мая — Георг Бём, немецкий композитор и органист, известен своим вкладом в развитие формы хоральной партиты и влиянием на творчество Иоганна Себастьяна Баха в молодости (родился 2 сентября 1661).
- 2 июля — Кристиан Петцольд (нем. Christian Petzold), немецкий органист и композитор (родился в 1677).
- 12 сентября — Франсуа Куперен, французский органист, клавесинист и композитор (родился 10 ноября 1668).